# Знаменно песнопение
Знаменното песнопеене (на руски: знаменный распев) е едногласно литургично пеене, изпълнявано от Българската православна църква и Руската православна църква на старобългарски език. Това е един от най-старите и традиционни начини на изпълнение на църковна музика, която има своите корени от византийската музикална традиция.
Знаменното песнопение се изпълнява от знаменосци, които държат в ръцете си специални знамена (знамие и державка), поставени върху дълги дървени стойки. Знаменосците изпълняват песните в един или два гласа, като използват специфични техники за пеене, които включват и богато украсяване на гласа.